# Vij (film fra 1967)
|  | For andre betydninger, se Vij |
Vij (russisk: Вий) er en sovjetisk gyserfilm fra 1967 produceret af Mosfilm og instrueret af Konstantin Jersjov og Georgij Kropatjov. Filmen er baseret på Nikolaj Gogols historie af samme navn.
Filmen var den første gyserfilm fra Sovjetunionen, der blev distribueret i landet.

## Handling
Filmen handler om en ung præstestuderende, Khoma, der skal våge over liget af en ung kvinde i en lille landsby. Han må tilbringe tre nætter alene med den døde kvinde. Men dels har han på mystisk vis noget at gøre med hendes død, dels er hun en heks, som nu sætter alle kræfter ind på at hævne sig, og hun forsøger at dræbe ham med sine overnaturlige kræfter og sin dæmoniske elsker, Vij. Hver nat bliver mere skræmmende end den forrige, og Khoma må stole på sin tro for at overleve ... 

## Medvirkende i udvalg
- Leonid Kuravljov som Khoma Brutus
- Natalja Varlej som Pannotjka
- Aleksej Glazyrin som sotnik
- Vadim Zakhartjenko som Khaljava
- Nikolaj Kutuzov som heks

## Produktion
Nogle af "hekse-scenerne" og slutningen, hvor monsteret Vij dukker op, er tonet ned dels på grund af de tekniske begrænsninger og dels på grund af de daværende restriktioner i den sovjetiske filmindustri, der så med skepsis på gyser-genren. Instruktørerne fik dog mulighed for at indspille filmen trods restriktioner, da der var tale om en filmatisering af et "folkeeventyr".

## Modtagelse
Filmen anses i dag som ganske særpræget og med kultpotentiale. Filmen er på AllMovie givet fire ud af fem stjerner i en anmeldelse, der roser produktionsdesign, tempo og Kuravljovs præstation. Filmsitet 366 Weird Movies anbefaler filmen som et "must see", og filmen gives 8,5 stjerner ud af 10 på sitet Horrorcultfilms.
Filmen er optaget i bogen 1001 Film Du Skal Se Før Du Dør, hvor filmen omtales som "en farverig, underholdende og virkelig skræmmende film af dæmoner og hekseri, der kan prale af nogle bemærkelsesværdige specialeffekter af Ruslands mester i filmisk fantasy, Aleksandr Ptusjko." Magasinet Starburst gav filmen en femstjernet vurdering, og erklærede, at det, der "gør Vij så speciel, er ikke så meget er instruktionen Konstantin Ershovs og Georgij Kropatjyovs instruktion, men effekterne skabt af Aleksandr Ptusjko sammen med Viktor Pisjtjalnikovs og Fjodor Provorovs fotografering. Der er i begyndelsen skræmmende øjeblikke, der skiller sig ud, især den grænseoverskridende scene, der involverer den gamle heks (spillet af den mandlige skuespiller Nikolaj Kutuzov), som er mareridt i sig selv. Filmen får dog sin klassiske status takket være et bombardement af in-camera-effekter, sære kameravinkler og en opbyggende følelse af frygt, der eksploderer med et overfald af mærkelige, mareridtsagtige karakterer."

## Genudgivelser og restaurering
Filmen blev udgivet på DVD i 2001 og i 2005. Filmen blev i DVD-udgaverne givet den engelske titel Viy or The Spirit of Evil. Mosfilm restaurerede filmen i 2018 i en udgave, der kan ses på Mosfilms hjemmeside og YouTubekanal. Filmen blev udgivet på Blu-ray in 2019.

## Genindspilning
En russisk genindspilning af filmen med Jason Flemyng i hovedrollen blev udgivet i 2014 efter flere års produktion.
En serbisk genindspilning blev udgivet i 1990 under titlen Et helligt sted.